# ألوندرا نيلسون
ألوندرا نيلسون (1968) هي كاتبة وأكاديمية أمريكية ورئيسة مجلس بحوث العلوم الاجتماعية (مفوضية استفتاء جنوب السودان). باحثة حائزة على جوائز، كانت سابقًا أستاذة علم الاجتماع في جامعة كولومبيا في مدينة نيويورك، حيث شغلت منصب العميد الافتتاحي للعلوم الاجتماعية،  وكذلك مديرة معهد الأبحاث حول المرأة والجندر والجنس.
تكتب وتحاضر على نطاق واسع حول تقاطعات العلوم والتكنولوجيا وعدم المساواة الاجتماعية. قامت بتأليف وتحرير أربعة كتب مؤخرًا مثل الحياة الاجتماعية للحمض النووي: العرق والتعويضات والمصالحة بعد الجينوم.

## النشأة والتعليم
حصلت نيلسون على بكالوريوس العلوم في الأنثروبولوجيا بتقدير امتياز من جامعة كاليفورنيا في سان دييغو عام 1994. في جامعة كاليفورنيا في سان دييغو تم انتخابها أيضًا لعضوية فاي بيتا كابا. حصلت على درجة الدكتوراه في الدراسات الأمريكية من جامعة نيويورك عام 2003.

## الحياة المهنية
من عام 2003 إلى عام 2009 كانت أستاذًا مساعدًا وأستاذًا مشاركًا للدراسات الأمريكية الإفريقية وعلم الاجتماع في جامعة ييل، حيث حصلت على جائزة عائلة بورفو للتميز في التدريس متعدد التخصصات وزميلة هيئة التدريس في كلية ترمبل. في جامعة ييل كانت نيلسون أول امرأة أمريكية من أصل أفريقي تنضم إلى هيئة التدريس بقسم علم الاجتماع منذ تأسيسها قبل 128 عامًا.
تم تعيين نيلسون في كولومبيا من جامعة ييل في عام 2009 كأستاذ مشارك في علم الاجتماع ودراسات النوع الاجتماعي. كانت أول أمريكية من أصل أفريقي يتم تعيينها في قسم علم الاجتماع في هذه المؤسسة. في جامعة كولومبيا أدارت معهد الأبحاث حول المرأة والجنس والجنس، وكانت المدير المشارك المؤسس لمجلس المرأة والجندر والجنس في جامعة كولومبيا، وكانت عميدة العلوم الاجتماعية لكلية الآداب والعلوم. بصفتها عميدًا قادت نيلسون أول عملية تخطيط استراتيجي للعلوم الاجتماعية في جامعة كولومبيا، وأعادت بنجاح هيكلة معهد البحوث والسياسات الاجتماعية والاقتصادية، وساعدت في إنشاء العديد من المبادرات بما في ذلك برنامج الأطلسي للمساواة العرقية، مبادرة إريك هولدر للحقوق المدنية والسياسية برنامج الزمالة الأردنية لشهر يونيو ومركز سابانجي للدراسات التركية. غادرت كلية جامعة كولومبيا في يونيو 2019 لتتولى كرسي ليندر في معهد الدراسات المتقدمة.
في فبراير 2017 أعلن مجلس إدارة مجلس أبحاث العلوم الاجتماعية عن اختيار نيلسون لمنصب الرئيس الرابع عشر والمديرة التنفيذية للمنظمة التي يبلغ عمرها 94 عامًا خلفًا لإيرا كاتزنيلسون. إنها أول أمريكية من أصل أفريقي وأول شخص ملون يقود مجلس أبحاث العلوم الاجتماعية. تم الترحيب بفترة نيلسون كرئيسة لمركز الدراسات العليا على أنها «تحويلية»، خصوصا في مجالات الابتكار والتعاون الفكري.
بدأ تعيينها كأستاذة هارولد ف. ليندر للعلوم الاجتماعية في معهد الدراسات المتقدمة في 1 يوليو 2019.
تعمل نيلسون في مجالس إدارة معهد أبحاث البيانات والمجتمع، والجمعية الأمريكية لتقدم العلوم، ومؤسسة تيجيل، ومركز مكتبات البحث، وأخت الإخوان سول. وهي أيضًا أحد أمناء مؤسسة أندرو دبليو ميلون ومؤسسة راسل سيج. نيلسون عضوة في مجلس إدارة شئون الأمريكيين من أصل أفريقي في مونتيسيلو. في عام 2019 تم تعيينها في المجلس الاستشاري لمشروع التاريخ الشفوي لرئاسة أوباما. نيلسون هي الرئيسة المنتخبة لجمعية الدراسات الاجتماعية للعلوم. كونها الرئيس السابق لقسم العلوم والمعرفة والتكنولوجيا بالرابطة الأمريكية لعلم الاجتماع، نيلسون هي عضوة منتخب في الأكاديمية الأمريكية للفنون والعلوم، والجمعية الأمريكية للفلسفة، وجمعية أبحاث علم الاجتماع والأكاديمية الوطنية للطب، وزميلة منتخبة في الأكاديمية الأمريكية للعلوم السياسية والاجتماعية. كانت نيلسون عضوًا في شبكة المنتدى الاقتصادي العالمي حول الذكاء الاصطناعي وإنترنت الأشياء ومستقبل الثقة ومجلس البيانات الضخمة والأخلاق والمجتمع. عملت نيلسون في اللجنة التنفيذية لجمعية علم الاجتماع الشرقية ومجلس المحافظين لجمعية الزملاء في كولومبيا. من عام 2014 إلى عام 2017 كانت المنسقة الأكاديمية لجمعية الشابات المسيحيات في مدينة نيويورك وكانت أيضًا عضوًا في لجنة البرنامج.
كانت نيلسون باحثًا زائرًا في معهد ماكس بلانك لتاريخ العلوم، ومركز BIOS لدراسة العلوم البيولوجية والطب الحيوي والتكنولوجيا الحيوية والمجتمع في كلية لندن للاقتصاد، وأكاديمية بايرويت للدراسات الأفريقية المتقدمة، والأكاديمية البافارية الأمريكية. والمركز الدولي للدراسات المتقدمة بجامعة نيويورك. تعمل في هيئة تحرير مجلة الدراسات الاجتماعية للعلوم. خدمت نيلسون في لجنة التحكيم لجائزة كلمات آسبن الأدبية الافتتاحية وهي عضو في برنامج أندرو كارنيجي للزمالة.
في 15 يناير 2021 أُعلن أن جو بايدن سيرشح نيلسون لمنصب نائب مدير مكتب سياسة العلوم والتكنولوجيا للعلوم والمجتمع.

## كتابتها
تدور أبحاث وكتابات نيلسون عن تقاطعات العلوم والتكنولوجيا والطب وعدم المساواة. تم تسميتها كواحدة من 13 من السود البارزين في «التكنولوجيا» من قبل الأصوات السوداء، أسست مجتمع أفروفاتاريزم ‏ على الإنترنت في عام 1998 وحررت عددًا خاصًا مسمىًا من مجلة سوشيال تيكست في عام 2002. وهي من بين مجموعة صغيرة من المنظرين الاجتماعيين عن أفروفاتاريزم. على وجه الخصوص، تقدم مقالها «نصوص المستقبل» نظرة ثاقبة على الوصول غير العادل إلى التقنيات. شرحت نيلسون أفروفاتاريزم كطريقة للنظر في موضع موضوع الأشخاص السود الذي يغطي موضوعات الاغتراب والتطلعات لمستقبل أفضل. بالإضافة إلى ذلك تلاحظ نيلسون أن المناقشات حول العرق والوصول والتكنولوجيا غالبًا ما تعزز الادعاءات غير النقدية حول «الفجوة الرقمية». وتقول إن تأطير الفجوة الرقمية قد يبالغ في التأكيد على دور الوصول إلى التكنولوجيا في خلق عدم المساواة على عكس الدوافع الأخرى لعدم المساواة. وفي معرض الإشارة إلى عمل القوالب النمطية العرقية لمفهوم «الفجوة الرقمية» كتبت «يتم بناء السواد على أنه معارضة دائمًا لسجلات التقدم التي تحركها التكنولوجيا».
وهي محررة مشاركة مع كيث وايلو وكاثرين لي في علم الوراثة والماضي غير المستقر: تصادم الحمض النووي والعرق والتاريخ. نيلسون هي أيضًا محررة مشاركة مع ثوي لينه ن. تو من تكنيكولور: العرق والتكنولوجيا والحياة اليومية، وهو أحد الأعمال العلمية الأولى لدراسة السياسات العرقية للثقافة التكنولوجية المعاصرة.
أُشيد بكتابها الجسد والروح": حزب الفهد الأسود ومكافحة التمييز الطبي من قبل دار النشر الأسبوعية بكونه يستحق "الثناء على تفكيره وشموله"، كما أشير إلى أنه "عمل كبير مطلوب بشدة والذي سيضع المعايير للباحثين" من قبل المجلة التاريخية الأمريكية، وأشاد الباحث البارز هنري لويس غيتس بأنه "وحي" و"كتاب مهم للغاية". كُرَِم كتاب الجسد والروح بالعديد من الجوائز، وألهم إصدارًا خاصًا في أكتوبر 2016 من المجلة الأمريكية للصحة العامة حول الإرث الصحي لحزب الفهود السود، والذي شاركت نيلسون في تنسيقه.
وصفت مراجعات كيركس الحياة الاجتماعية للحمض النووي: العرق والتصليحات والتسوية بعد الجينوم، كتاب نيلسون حول استخدامات اختبار السلالة الجينية في المجتمعات السوداء بأنه عمل "مفصل بدقة" يضيف فصلاً آخر إلى التاريخ الكئيب للظلم تجاه الأمريكيين من أصل أفريقي، ولكن "تلك التي يُثري فيها العلم الحياة من خلال صياغة هويات وعلاقات جديدة بأوطان الأجداد". وأشادت الكاتبة إيزابيل ويلكرسون بالكتاب ووصفته بأنه عمل "لواحد من أكثر علماء هذا الجيل موهبة". اختير "الحياة الاجتماعية للحمض النووي الريبوزي للمرشح النهائي لجائزة هيرستون/رايت ليجاسي لعام 2017 للكتاب غير الخيالي وكتاب مفضل لعام 2016 من قبل وول ستريت جورنال. نُشر الكتاب مترجمًا إلى اللغة العربية عام 2017.
ظهرت كتاباتها وتعليقاتها في نيويورك تايمز، وواشنطن بوست، وبوسطن غلوب، والغارديان في لندن ووقائع التعليم العالي بين منشورات أخرى.

## الجوائز والتكريمات
حصلت نيلسون على العديد من الجوائز خلال مسيرتها المهنية:
- فاي بيتا كابا، جامعة كاليفورنيا، سان دييغو عام 1994
- زمالة هنري ميتشل ماكراكين وزمالة العميد، جامعة نيويورك عام 1995
- زمالة آن إي أفلاطون ما قبل الدكتوراه، كلية ترينيتي عام 2001
- زمالة مؤسسة فورد للتنوع ما بعد الدكتوراه عام 2006
- زمالة التحسين الوظيفي لأعضاء هيئة التدريس المبتدئين، مؤسسة زمالة وودرو ويلسون الوطنية ومؤسسة أندرو دبليو ميلون عام 2006
- زمالة أعضاء هيئة التدريس المبتدئين، جامعة ييل عام 2006
- زميل المركز الدولي للدراسات المتقدمة، جامعة نيويورك عام 2007
- زميل معهد ماكس بلانك لتاريخ العلوم، برلين عام 2011
- المساهمة المتميزة للجمعية الأمريكية لعلم الاجتماع في جائزة كتاب المنح الدراسية للجسد والروح عام 2012
- جائزة أفضل كتاب من جمعية علم الاجتماع الإنساني للجسد والروح عام 2012
- جائزة الثقافة والفلسفة الأمريكية الأفريقية، جامعة بوردو عام 2014
- زميل زائر، أكاديمية الدراسات الأفريقية المتقدمة، جامعة بايرويت عام 2014
- الكتاب المفضل لعام 2016، صحيفة وول ستريت جورنال للحياة الاجتماعية للحمض النووي عام 2016
- جائزة هيرستون/رايت ليجاسي للكتاب الواقعي (المتأهل للتصفيات النهائية) عن الحياة الاجتماعية للحمض النووي عام 2017
- انتخبت لعضوية جمعية البحوث الاجتماعية عام 2017
- انتخبت زميلاً في الأكاديمية الأمريكية للعلوم السياسية والاجتماعية عام 2018
- أفضل 35 امرأة في التعليم العالي عام2020 [37]
- جائزة موريسون، تقديراً للأفراد المتميزين الذين يجمعون بين القيم الإنسانية والفعالية في الشؤون العملية لا سيما في العلوم والتكنولوجيا، معهد ماساتشوستس للتكنولوجيا عام 2020
- انتخبت لعضوية الأكاديمية الأمريكية للفنون والعلوم عام 2020 [38]
- انتخبت لعضوية الجمعية الفلسفية الأمريكية عام 2020 [39]
- انتخبت لعضوية الأكاديمية الوطنية للطب عام 2020 [40]

## الفهرس
- 2001. تكنيكولور: العرق والتكنولوجيا والحياة اليومية. مطبعة جامعة نيويورك مع ثوي لينه تو(ردمك 0-8147-3604-1).
- 2002. أفروفاتاريزم: عدد خاص من النص الاجتماعي. مطبعة جامعة ديوك،(ردمك 0-8223-6545-6).
- 2011. الجسد والروح: حزب الفهد الأسود ومكافحة التمييز الطبي. مطبعة جامعة مينيسوتا،(ردمك 0-8166-7648-8).
- 2012. علم الوراثة والماضي غير المستقر: تصادم الحمض النووي والعرق والتاريخ. مطبعة جامعة روتجرز مع كيث ويلو وكاثرين لي،(ردمك 0-8135-5255-9).
- 2016. الحياة الاجتماعية للحمض النووي: العرق والتصليحات بعد الجينوم. منارة الصحافة،(ردمك 0-8070-3301-4).

## الروابط الخارجية
- موقع ألوندرا نيلسون
- ألوندرا نيلسون، الرئيس والمدير التنفيذي لمجلس أبحاث العلوم الاجتماعية
- ملف ألوندرا نيلسون في مجلة كولومبيا
- مقابلة ألوندرا نيلسون مع المؤمن